# Louva-a-deus
Os louva-a-deus, louva-deus ou cavalinho-de-deus são insetos pertencentes à Ordem Mantodea (do grego mantis = profeta; eidos = aparência). Possuem corpo geralmente alongado e estreito (baciliforme) que varia de 0,8 a 17 cm. Há grande variedade de formas e cores dentro do grupo, geralmente associados à estratégias de camuflagem e mimetismo. Existem cerca de 2 400 espécies, 430 gêneros e 15 famílias. A maior e mais comum família de Mantodea é a Mantidae. Seu nome popular decorre do fato de que, quando está pousado, as pernas anteriores remetem à posição das mãos em oração. São animais venerados na China, existindo, inclusive, estilos de Kung-Fu inspirados em seus movimentos. Há também registros de civilizações antigas, como a Grécia, o Egito e a Assíria, que consideravam o louva-a-deus um animal com poderes proféticos e sobrenaturais, capaz de identificar a localização de objetos, animais ou pessoas perdidas em florestas. O voo do louva-a-deus remete a voos de caças de combate, conseguindo desviar de ataques de morcegos, um dos seus predadores, por meio de uma audição ultrassônica, executando ‘’mergulhos’’ durante o voo. O comportamento do grupo é complexo, parecendo haver grande capacidade de memorização e de aprendizagem. São insetos comumente mantidos como animais de estimação.

## Biologia

### Morfologia
Os mantódeos possuem corpo geralmente alongado e estreito (baciliforme), com tamanhos que variam de 0,8 a 17 cm. As formas baciliformes podem ser confundidas com o bicho-pau (Phasmatodea). Existe dimorfismo sexual, sendo que as fêmeas são maiores e mais pesadas que os machos. Os mantódeos adultos têm grande variedade de formas, muitas delas associadas à camuflagem e mimetismo.

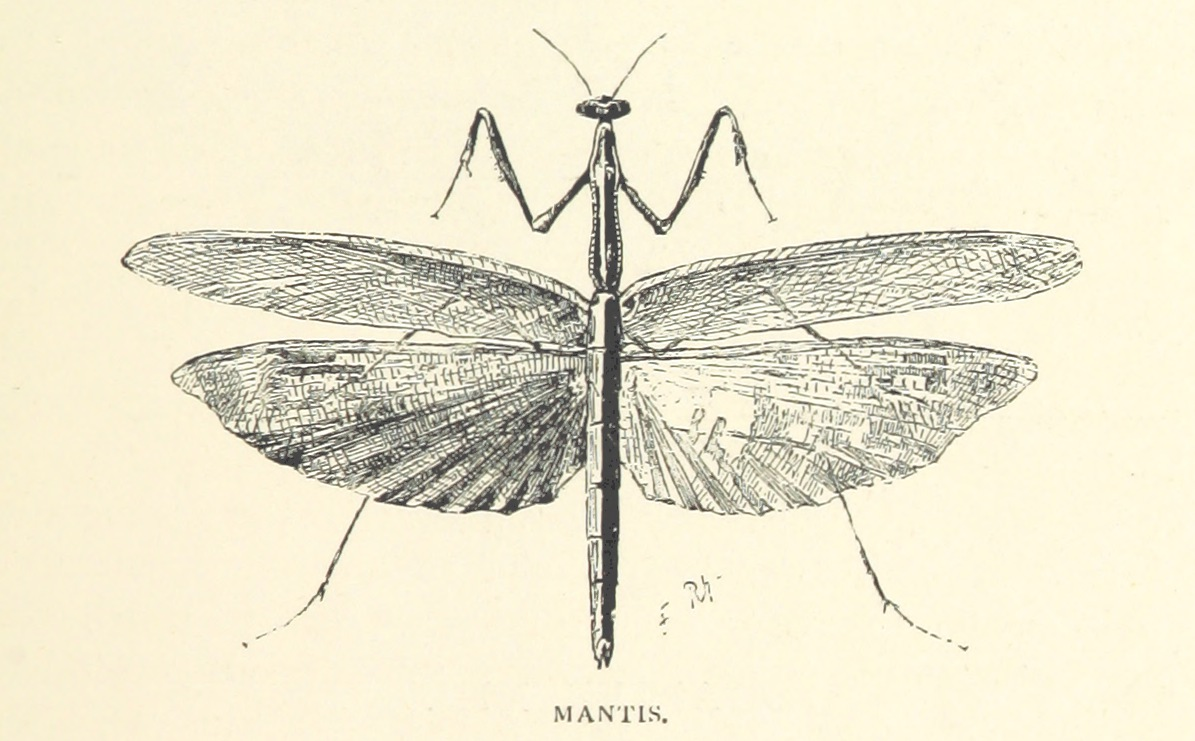
Morfologia geral de um mantódeo

O corpo é dividido em cabeça triangular apoiada em um pescoço flexível (algumas espécies conseguem virar suas cabeças em até 180º), tórax dividido em protórax, mesotórax e metatórax e abdômen bem desenvolvido. O protórax, que leva a cabeça e as pernas dianteiras, também é flexivelmente articulado, permitindo uma ampla gama de movimentos da cabeça e dos membros anteriores, essenciais ao tipo de predação que praticam, enquanto o restante do corpo permanece mais ou menos imóvel. O abdômen é dividido em 10 tergitos (segmentos da placa dorsal), sendo menor nos machos do que nas fêmeas, terminando em um par de cercos (estruturas com função sensorial e de auxílio na cópula) em ambos os sexos. As pernas dianteiras são raptoriais, adaptadas para agarrar as presas. Eles têm dois olhos compostos bulbosos, três pequenos olhos simples e um par de antenas. Apresentam aparelho bucal com mandíbulas fortes. Com relação às asas, os mantódeos podem ser caracterizados como sendo macrópteros (de asas longas), braquípteros (de asas curtas), micropartos (com asas vestigiais) ou ápteros (sem asas).
Como a caça depende muito da visão, os mantódeos são principalmente diurnos. Muitas espécies, no entanto, voam à noite sendo atraídas por luzes artificiais. O voo noturno é especialmente importante para os machos para conseguir localizar fêmeas, que são menos móveis, detectando seus feromônios. Voar à noite os expõe a menos predadores do que o voo diurno. Muitas espécies também têm um órgão auditivo torácico que os ajuda a evitar os morcegos, detectando suas chamadas de ecolocalização e respondendo evasivamente por meio de ‘’mergulhos’’ durante o voo.

### Fisiologia

#### Visão

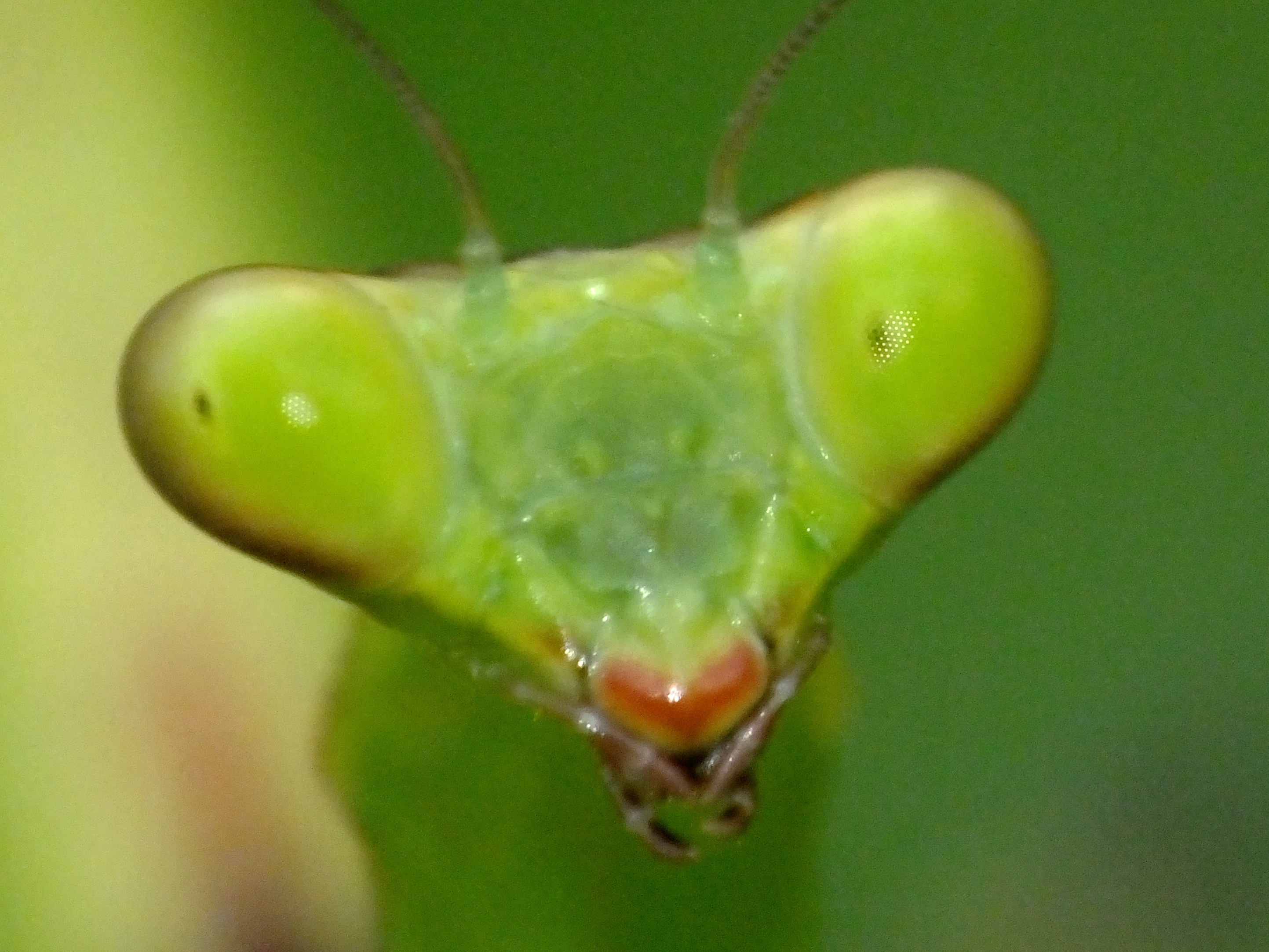
Detalhe dos olhos de um louva-a-deus evidenciando as falsas pupilas

Os mantódeos possuem uma visão estereoscópica, percebendo então três dimensões, e podendo identificar suas presas pelo olhar. Possuem um par de olhos compostos que estão dispostos lateralmente na cabeça, o que lhes confere visão binocular a longo alcance, sendo que sua visão estereoscópica é mais precisa a curta distância. Cada olho possui cerca de 10 000 omatídeos, estando organizados de tal forma que existem regiões diferentes nos olhos. Em sua frente existe uma pequena área, chamada de fóvea, que possui maior acuidade visual do que o resto do olho, o que lhes permite gerar uma maior resolução, caso necessário, identificar presas. Cada olho possui um ponto preto chamado pseudopupila, que se move conforme a cabeça do animal, alinhada com o eixo de visão. Isto ocorre pois seus omatídeos são aqueles que absorvem luz, enquanto os ao redor apenas a refletem. Já os omatídeos que não compõem a fóvea, logo, os periféricos, são usados para detectar movimento.
Os mantódeos, ao perceberem movimento, movem sua cabeça de forma que ela esteja de frente para a presa e continuam a rastreando desta forma caso ocorra mais movimentação, tudo devido à organização dos seus olhos.

Sua percepção da presa depende de alguns fatores, como: forma, contorno, cor, movimento e textura, sendo os mais influentes o formato e o movimento. O processo de reconhecimento visual de objetos, como presas camufladas no ambiente, pode ser explicado usando os mesmos mecanismos em mamíferos, o que indica que, de um ponto de vista funcional, ambos são similares.

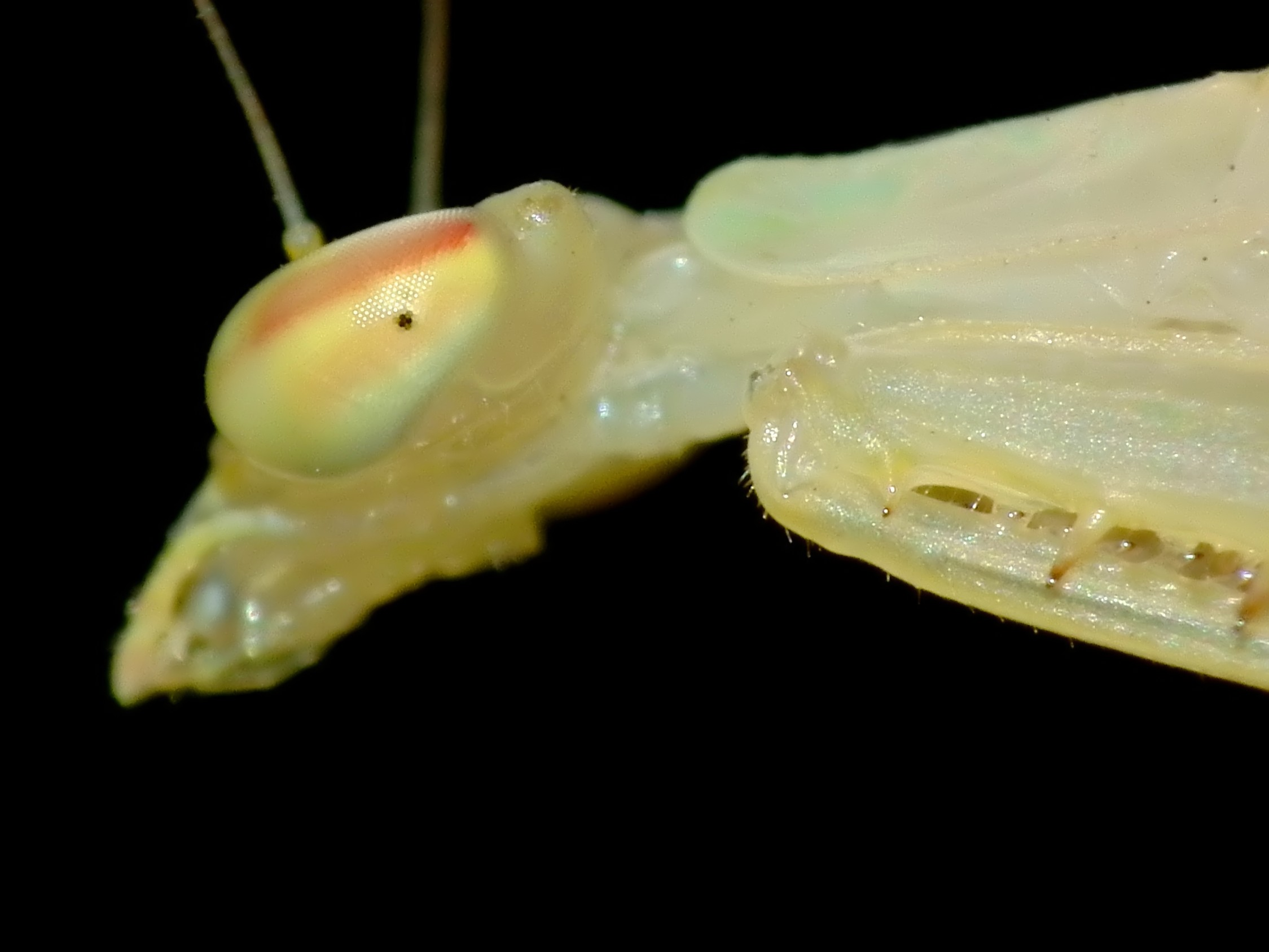
Vista lateral do olho

No processo de reconhecimento, o formato da presa se destaca pois é a forma mais eficiente de identificar um animal, não apenas a cor e a textura. Há uma preferência por presas que apresentem um tamanho razoável comparado aos mantódeos, já que presas relativamente grandes são mais fáceis de identificar. Um estudo conduzido com a espécie Mantis religiosa demonstrou que também há uma tendência à caça de presas que possuem extremidades ou pontas bem definidas, como vermes. Embora não seja um dos fatores principais, a influência da cor e da textura é o que permite encontrar presas em ambientes capazes de camuflá-las estando ou não em movimento, já que a detecção ocorre por contraste de brilho e o próprio contraste cromático ou acromático do objeto em relação ao fundo em que se encontra, algo similar ao que os pássaros fazem para encontrar frutas em meio à vegetação.
Algo recorrente na natureza, e que é encontrado em algumas espécies de mantódeos, é o hábito de evitar certas colorações ou padrões em suas presas. Essa aversão ocorre principalmente devido à substâncias ou estruturas presentes no animal predado que podem fazer mal para o predador ou até matá-lo.

Os mantódeos são predadores vorazes de emboscada, mas algumas espécies são encontradas perseguindo suas presas ativamente. Sua alimentação consiste em outros insetos como moscas, mariposas, borboletas, grilos e gafanhotos, além de lagartos, pequenos pássaros e até pequenos mamíferos. Utilizam-se da camuflagem em folhas, galhos e flores, como forma de capturar suas presas e se proteger de predadores, como corujas, sapos, macacos e morcegos. Como não possuem veneno, contam com as suas pernas anteriores que são raptoriais, ou seja, modificadas em garras, para segurar a presa enquanto ela é consumida. Devido à sua voracidade, os mantódeos são empregados na agricultura e na jardinagem, uma vez que, na ausência de pesticidas, são um fator importante no controle de pragas de jardim.
Reprodução e Desenvolvimento
O canibalismo sexual é uma prática comumente observada na maioria das espécies. Após o acasalamento, a fêmea pode devorar a cabeça do macho. As razões para essa prática são constantemente debatidas. Estudos dizem que as fêmeas que apresentam dietas de baixa qualidade têm uma chance maior de praticar o canibalismo sexual em comparação com os machos que apresentam dietas de alta qualidade. Outros estudos consideram que os machos submissos obtêm uma vantagem seletiva ao produzir descendentes. Esta teoria é apoiada por um aumento quantificável na duração da cópula entre os machos que são canibalizados, em alguns casos duplicando tanto a duração da cópula quanto a chance de fertilização. Outros experimentos dizem que essa prática garante às fêmeas que a praticam uma maior produção de ovos comparadas com as que não consomem seus parceiros. Além disso, ao comer o macho, a fêmea garante que ele continue fornecendo alimento aos seus descendentes, pois além da ejaculação, o tecido corporal dos machos também é utilizado para a produção dos ovos.
Após o acasalamento, a fêmea põe cerca de 10 a 400 ovos, protegidos por uma cápsula endurecida feita de uma espuma produzida por glândulas do abdômen. Os ovos são depositados no chão, superfície plana ou enrolada em uma folha. Em algumas espécies, existe cuidado parental, ou seja, a fêmea permanece perto da cápsula e a protege contra os predadores, em particular algumas espécies de vespa. Após a eclosão, o louva-a-deus nasce como uma ninfa, pois o desenvolvimento dos mantódeos é hemimetábolo, ou seja, trata-se de um desenvolvimento indireto incompleto, no qual o inseto se desenvolve de maneira gradativa, passando por etapas de crescimento. Primeiramente eclode uma ninfa, que sofre diversas mudas (troca do exoesqueleto quitinoso) até atingir o tamanho adulto, chamado de imago (nesta fase surgem as asas). A expectativa de vida dos mantódeos é de 12 meses.

## Distribuição Geográfica
Estudos recentes indicam que há aproximadamente 2300-2450 espécies de Mantodea, distribuídas em todas as regiões do planeta, principalmente em áreas temperadas, tropicais e subtropicais, com exceção da Antártida. A maior diversidade de espécies é encontrada na região tropical da África, com cerca de 900 espécies descritas, seguida pela região do sul da Ásia, com cerca de 550 espécies descritas. Historicamente, o estudo de Mantodea em regiões neotropicais (América Central e do Sul) foi negligenciado, com registros escassos e restritos a certos pesquisadores. Recentemente o grupo foi revisitado por vários pesquisadores, o que renovou o interesse. No Brasil, até 2010 eram conhecidas cerca de 270 espécies de Mantodea, tornando o país com a maior diversidade entre os países da região neotropical. Porém, estima-se que existam 3.500 espécies distribuídas no mundo e 700 distribuídas no Brasil.

## Registro Fóssil
O registro fóssil de Mantodea é relativamente escasso, chegando a pouco mais de 20 espécies até 2007. Os exemplares foram achados tanto em rochas quanto em âmbar, sendo que neste último, é predominante a presença de indivíduos no estágio de ninfa, embora adultos também estejam dentro do material coletado. Dentre esses, os mais antigos são fósseis que datam do Cretáceo Inferior (entre 100 e 135 milhões de anos atrás), encontrados na Rússia, Brasil, Líbano e Mianmar, além de exemplares um pouco mais recentes do Cretáceo Superior encontrados nos EUA e no Japão. Foi proposto que a origem de Mantodea provém do fim do período Jurássico e que o grupo explodiu em diversidade durante o período Terciário ou até mesmo no fim do Cretáceo. No entanto, ainda precisam ser encontrados fósseis antigos o suficiente para dar maior consistência a essa hipótese.

## Taxonomia

### Impedimentos Taxonômicos
Certos aspectos dos louva-a-deus foram extensivamente estudados, como sua fisiologia e seu comportamento, devido ao seu estilo de vida. Porém, poucos estudos foram feitos em relação à taxonomia e à sistemática do grupo. Isso se deve em parte ao hábito de vida dos louva-a-deus, já que eles, geralmente, são sedentários. Isso dificulta a captura de indivíduos por armadilhas. Devido à camuflagem, coletas que dependem da identificação visual dos indivíduos também são complicadas. Unindo esses aspectos com a baixa densidade populacional das espécies, muitos dos esforços para coletar os louva-a-deus são em vão, dificultando estudos que dependam de muitos indivíduos. Recentemente, foram tentadas estratégias de captura usando feromônios (que só atraem machos) e luzes durante a noite, porém nenhuma dessas técnicas atraem indivíduos em todas as coletas.

### Propostas Taxonômicas
Apesar da extensa variação morfológica presente entre os louva-a-deus, eles fazem parte do mesmo grupo, que é sustentado pela presença de pernas dianteiras raptoriais, adaptadas para a captura de presas. Atualmente também tem se certeza de que a ordem Mantodea está mais estreitamente relacionada com as ordens Blattodea (baratas) e Isoptera (cupins), formando um grupo geralmente chamado de Dictyoptera.
As primeiras classificações, nos anos 60, separavam a ordem em 8 famílias: Chaeteessidae, Mantoididae, Metallyticidae, Amorphoscelidae, Eremiaphilidae, Hymenopodidae, Empusidae, e Mantidae. Em 2002 houve a elevação de 7 subfamílias da ordem ao status de família (Iridopterygidae, Thespidae, Sibyllidae, Toxoderidae, Liturgusidae,  Tarachodidae e Acanthopidae), totalizando 15 famílias.
Porém, nem esses dois, nem outros trabalhos que tinham Mantodea como grupo de estudo seguiam princípios da sistemática filogenética. Outros trabalhos, apesar de seguir os princípios da sistemática filogenética, não utilizaram uma amostra grande de táxons. Em 2004, um dos primeiros trabalhos sobre as relações entre as famílias de Mantodea, utilizando dados moleculares, foi publicado, apontando que muitas famílias que até então consideravam possuir ancestralidade em comum não possuem. Outro estudo em 2009, mais abrangente, sugeriu o mesmo que o estudo anterior sobre a ancestralidade das famílias de louva-a-deus. Apesar desse indicativo, devido a falta de estudos que concordem com os anteriores e também pela falta de novas propostas de relações entre as famílias de louva-deus. Devido a esses estudos recentes, mais os impedimentos taxonômicos que dificultam novos estudos, pouco se sabe sobre as relações entre as famílias de Mantodea.

### Lista de Famílias da ordem Mantodea
- Amorphoscelidae
- Chaeteessidae
- Empusidae
- Eremiaphilidae
- Hymenopodidae
- Iridopterygidae

- Liturgusidae
- Mantidae
- Mantoididae
- Metallyticidae

- Toxoderidae

## Cultura popular e relação com humanos

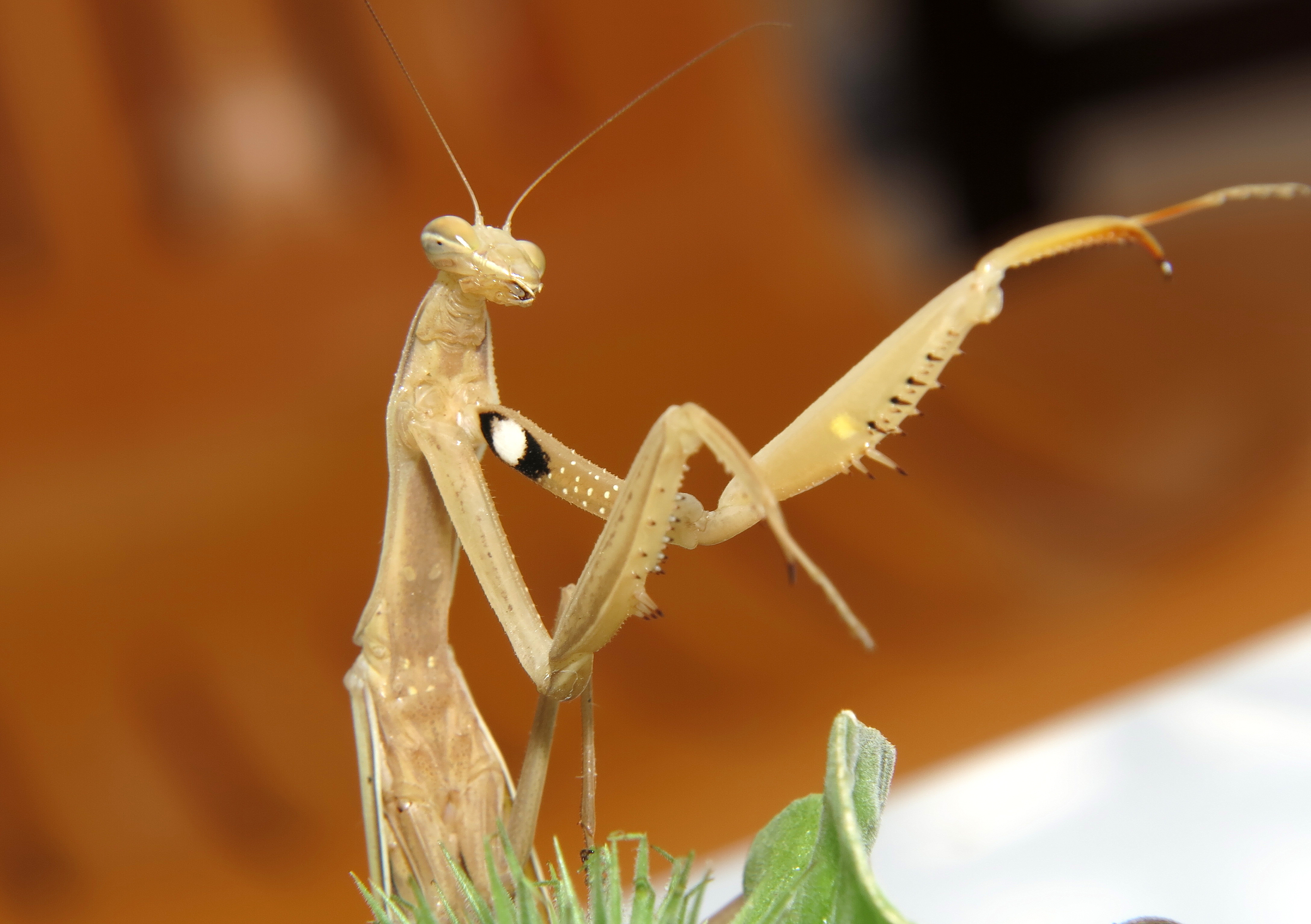
Louva-a-deus em posição semelhante às usadas no estilo de Kung Fu

### Kung Fu
Na China, a observação do comportamento dos louva-a-deus levou ao surgimento de dois tipos de estilos de Kung Fu baseados em seus movimentos, o Louva-a-Deus do Norte e o Louva-a-Deus do Sul. Embora não tenham relação entre si nas suas origens, ambos são caracterizados por movimentos rápidos com os punhos e mãos, com ações tanto ofensivas quanto defensivas, além de intensos movimentos das pernas.

### Folclore
São muitas as representações e simbolismos atribuídos aos louva-a-deus no folclore em várias regiões do mundo. Devido à sua postura semelhante a uma oração, acreditava-se que esses animais tinham algum tipo de ligação com o sobrenatural e divindades. Árabes e Turcos acreditam que o louva-a-deus “reza” sempre com a face apontando para Meca. Em regiões de Portugal e da França, lhes era atribuído o papel de guia, podendo apontar com seus braços onde um possível lobo poderia estar de passagem ou indicar o caminho de volta para crianças perdidas. No Brasil, mais especificamente na região norte do país, crê-se que ele pode dizer qual o sexo do bebê que uma mulher grávida espera, além de indicar quanto tempo falta para uma visita chegar. Por fim, as ootecas produzidas pelas fêmeas na liberação dos ovos têm um papel na medicina popular, sendo-lhes atribuídas soluções para dores de dente, frieiras, dores de ouvido, tosse e doenças renais, ou utilizadas como substância afrodisíaca ou diurética.

### Animais de Estimação
Os louva-a-deus são alguns dos insetos mais amplamente mantidos como animais de estimação, principalmente entre os indivíduos que querem ter experiência com animais de estimação exóticos. Existem alguns prós e contras a serem considerados na eventual criação desses animais: os pontos positivos estão relacionados à pouca exigência quanto ao cuidado direto, uma vez que não costuma haver problemas envolvendo acúmulo de fezes, doenças, parasitas, barulho, perigo em caso de fuga, estresse, deficiência nutricional e demandas de raios UV. Apesar de todas essas vantagens, de modo a garantir que o animal continue vivo, devido à sua dieta, é preciso alimentá-lo com presas vivas, que dependendo do local onde o dono mora, podem não ser de tão fácil acesso, além da necessidade de luminosidade e de serem mantidos úmidos.
Além disso, quando mantidos em cativeiro, há chance de que os machos, que já são naturalmente bem menores que as fêmeas, estarem mortos antes de poderem copular com as fêmeas. Isso é devido aos machos não viverem muito tempo como adultos maduros e esse curto intervalo de tempo pode acabar encerrando-se antes das fêmeas realizarem a muda pela última vez e estarem prontas para acasalar. Esse problema no entanto, é contornável, uma vez que para retardar o desenvolvimento dos machos, basta manter os machos em temperaturas um pouco mais baixas e fornecer menos alimento.
Quanto ao manuseio desses animais, é necessário que o criador tenha cuidado e os manipule com delicadeza, pois são muito frágeis. É necessário tomar cuidado também com os botes velozes dos louva-a-deus, cujos espinhos presentes nos membros dianteiros podem acabar penetrando a pele, o que é tanto doloroso quanto pode causar danos ao animal.

### Controle de Pragas
Os louva-a-deus são utilizados por jardineiros e agricultores como agentes biológicos para o controle de pragas em plantações, como alternativa ao uso de pesticidas. Porém, sua efetividade possui algumas limitações, uma vez que eles não se especializam em apenas uma espécie de inseto, podendo se alimentar tanto de espécies nocivas quanto benéficas (como polinizadores), além de não se multiplicarem tão rapidamente em resposta ao crescimento das pragas.
Duas espécies, o louva-a-deus-chinês e o louva-a-deus-europeu, foram introduzidas deliberadamente na América do Norte, na esperança de que serviriam como controle de pragas para a agricultura; eles se espalharam amplamente nos Estados Unidos e no Canadá.

### Robô semelhante ao Louva-a-deus
Um robô protótipo inspirado nas pernas dianteiras do louva-a-deus tem pernas dianteiras que permitem que o robô ande, suba degraus e segure objetos. A perna com múltiplas articulações fornece destreza através de uma articulação rotativa. Os modelos futuros podem incluir uma perna dianteira mais acentuada para melhorar a aderência e a capacidade de suportar mais peso.

## Ligações Externas
- Árvore da Vida
- Arquivo de Espécies, Louva-a-deus
- Grupo de Estudo do Louva-a-deus – Informações sobre mantises, filogenética e evolução.
- Que espécie é esta: Ooteca de um louva-a-deus-comum, por Helena Geraldes, Wilder, 29.01.2020